# ヒオドシチョウ
ヒオドシチョウ（緋縅蝶、学名∶Nymphalis xanthomelas）は、タテハチョウ科タテハチョウ亜科に属するチョウの一つ。

## 特徴
翅表はくすんだオレンジ色。和名「ヒオドシチョウ」の名は、戦国時代の武具「緋縅」から付けられた。
翅の裏はルリタテハやキベリタテハと同様にかなり地味で、雑木林や落ち葉の山で翅を閉じると目立たない。
翅表の模様が似ているが、前翅後縁が丸く欠けないことなど、同種はエルタテハとともにキタテハ類と進化上において近縁に当たる種である。

## 分布
ユーラシア大陸の温帯と冷帯のうち、東ヨーロッパから東アジアにかけて広く分布する。
日本では亜種N. x. japonicaが北海道から九州までのほぼ全国に生息する。平地から山地まで至る所で見られる。

## 生活史
日本では主にエノキを食樹とする。他地域の亜種はヤナギ属やカイノキ属の植物も食べる。年1回、初夏のみ発生する。タテハチョウ科の他の種と同様、この種も成虫として過ごす期間が長く、初夏に発生した個体が同年の冬を越して次の春まで生きのび、その個体が産卵した卵から孵化した幼虫が成長して次世代の成虫が初夏に発生するというサイクルである。
市街地でもエノキがあれば飛来することがある。樹液・獣糞・腐果を好む傾向が強く、花にはほとんど集まらない。

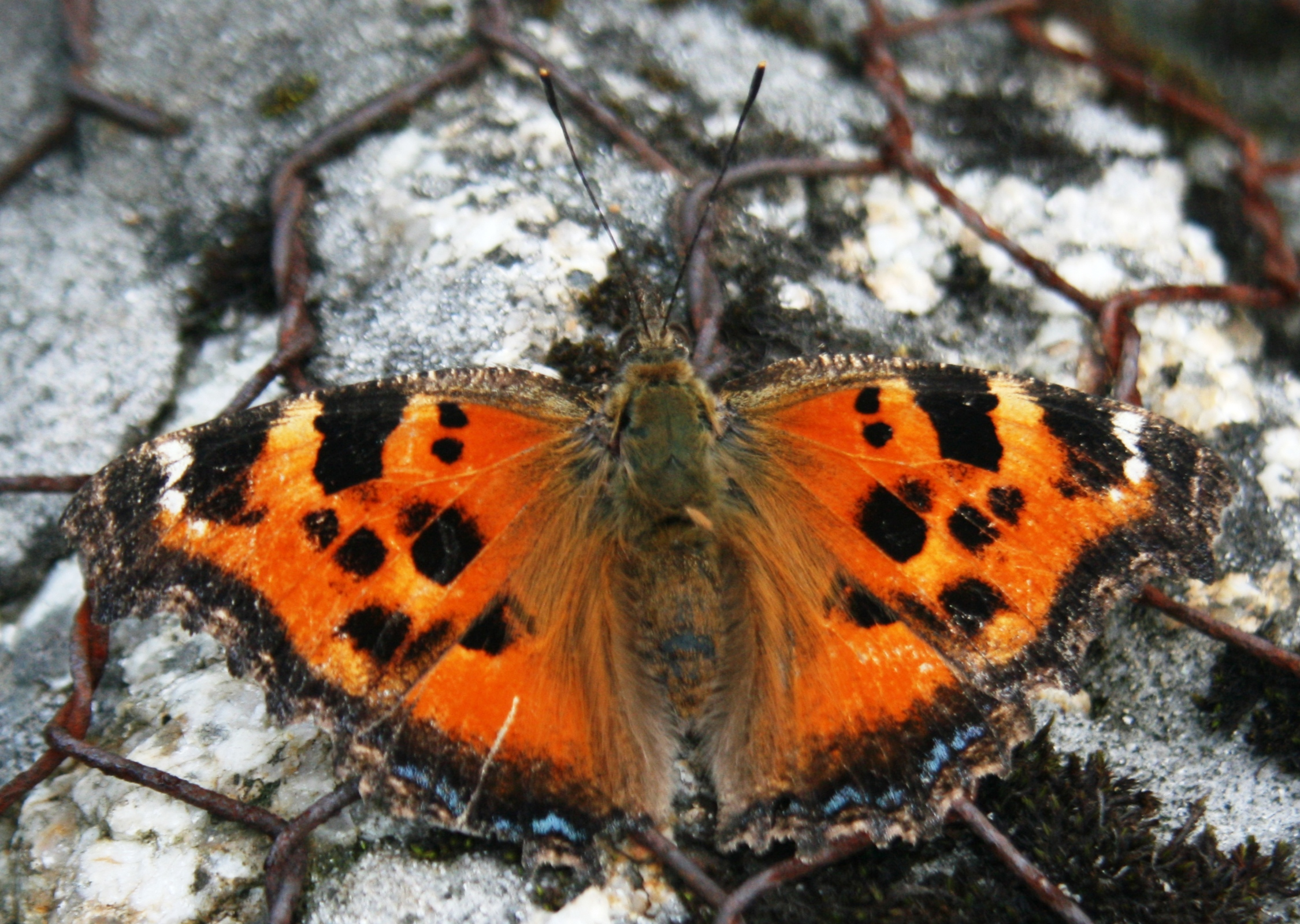
N. x. japonica 表面
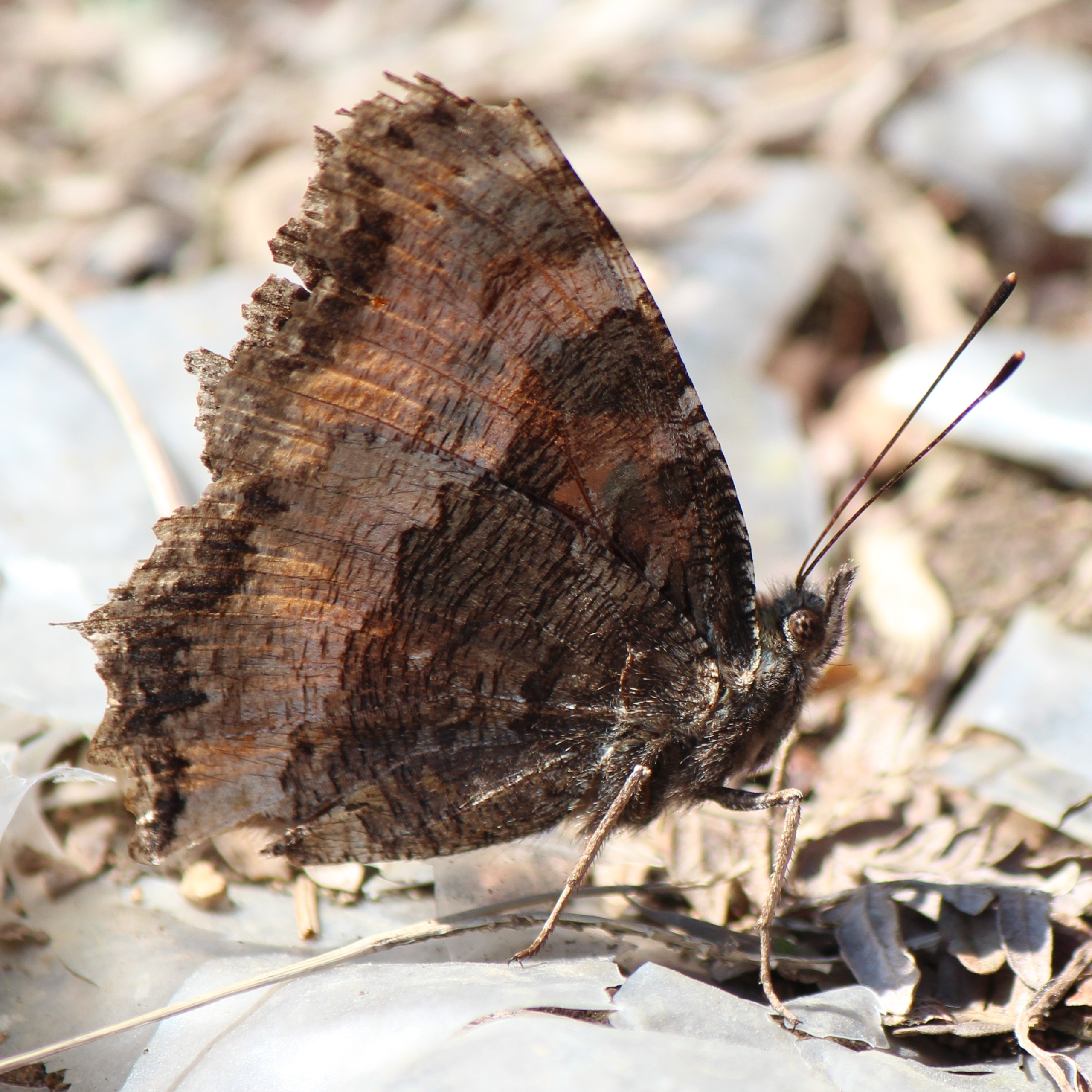
N. x. japonica 裏面

## 種の保全状況評価
日本の以下の都道府県で、以下のレッドリストの指定を受けている。
- 絶滅寸前（CR） - 長崎県
- 絶滅寸前または絶滅危惧種（絶滅危惧I類、CRまたはEN） - 千葉県、東京都
- 危急種（VU） - 埼玉県
- 準絶滅危惧（NT） - 宮城県、福岡県、佐賀県、宮崎県
- 情報不足 - 鹿児島県